# 황강초등학교
황강초등학교는 전북특별자치도 김제시에 있는 공립 초등학교이다.

## 학교 연혁
- 1949.09.05 황산공립국민학교로 개교
- 1953.05.01 황강국민학교로 개칭
- 1980.11.15 현 위치로 교사 신축 이전
- 1984.03.01 황강국민학교 병설유치원 개원
- 1996.03.01 황강초등학교로 개칭
- 2013.09.01 제24대 박성배 교장 부임
- 2014.02.12 제60회 졸업식(졸업생 총수: 3,001명)
- 2015.02.13 제61회 졸업식(졸업생 총수: 3,007명)

## 참고 자료
- 황강초등학교 - 한국교육학술정보원 학교알리미